# 村瀬孝雄
村瀬 孝雄（むらせ たかお、1930年8月25日 - 1998年4月15日）は、日本の臨床心理学者。オーストラリア・メルボルン生まれ。フォーカシングを日本に導入したほか、内観療法・森田療法など、日本の心理療法に関心を持った。妻は北翔大学教授の村瀬嘉代子。

## 経歴
- 1953年 東京大学文学部心理学科卒業後、東京大学大学院教育心理学博士課程中退。
- 東京大学教育学部助手、国立国府台病院、国立精神衛生研究所、立教大学教授、東京大学教育学部教授を経て、学習院大学文学部教授。日本心理臨床学会理事長、日本内観学会会長等を歴任。

## 著書
- 『フォーカシング』創元社
- （編著）『内観法入門―安らぎと喜びにみちた生活を求めて』誠信書房
- 『臨床心理学と〈生きる〉ということ』村瀬嘉代子と共著、日本評論社
- 『中学生の心とからだ―思春期の危機をさぐる』岩波書店
- （翻訳）ユージン・T ・ジェンドリン『フォーカシング指向心理療法〈上）（下）』金剛出版
- 『内観―理論と文化関連性』誠信書房

ほか

## 翻譯
- ユージン・ジェンドリン (訳編) 『体験過程と心理療法』牧書店 1966
- B. ベッテルハイム (村瀬嘉代子と共訳) 『愛はすべてでない』誠信書房 1968
- S. J. コーチン 『現代臨床心理学-クリニックとコミュニティにおける介入の原理』弘文堂 1980
- ユージン・ジェンドリン (共訳) 『フォーカシング』福村出版 1982
- E. H. エリクソン (近藤邦夫と共訳) 『ライフサイクル、その完結』みすず書房 1989
- G. C. デビソンほか (監訳) 『異常心理学』誠信書房 1998

## 論文
- 「硬さ (Rigidity) の発達心理学的分析-老年期を中心に」 『教育心理学研究』第2巻3号 1954
- 「学習態度の形成」 三木安正編 『現代心理学大系 5. 児童心理学』共立出版 1958
- 「特殊才能」 『現代教育心理学大系 14. 特殊教育』中山書店 1958
- 「適応」 『講座現代社会心理学 2. 社会的人間』中山書店 1959
- 「カウンセリングにおける診断の問題-投影法の新しい意義をめぐって」 『カウンセリングの展望』誠信書房 1965
- 「来談者中心療法」 水島恵一と共著 『臨床心理学講座 3. 心理療法』誠信書房 1967
- 「総合診断における自己像把握の現象学的研究」日本臨床心理学会編 『臨床心理学の進歩1967年版』誠信書房 1967
- 「ロールシャッハ反応への現象学的接近」 『ロールシャッハ研究』第9・10巻合併号 1968
- 「自己実現と情操教育」 依田新編  『現代教育研究 16. 情操教育』日本標準テスト研究会 1968
- 「Goldstein と Maslow における有機論」「Rogers の自己理論」 佐治守夫編 『講座心理学 10. 人格』東京大学出版会 1970
- 「児童期の発達課題」 『児童臨床心理学講座 5. 児童期の臨床心理』岩崎学術出版社 1970
- 「被験者が自己解釈を行った一症例-診断的理解と共感的理解の統合についての一考察」 片口安史ほか編 『ロールシャッハ法による事例研究』誠信書房 1970
- 「青年期人格形成の理論問題-アメリカ青年心理学の一動向」 『教育心理学研究』第20巻4号 1972
- 「パーソナリティの総合的判断」 村上英治編 『心理学研究法 12. 臨床診断』東京大学出版会 1974
- 「内観療法に関連して」 『精神医学』 第17巻13号 特集・精神医療に見られる日本的特性 1975
- 「青年期危機概念をめぐる実証的考察」 笠原嘉ほか編 『青年の精神病理』弘文堂 1976
- 「内観と日本文化」 星野命ほか編 『臨床心理学講座 8. 社会・文化の変化と臨床心理学』誠信書房 1976
- 「精神療法総論-精神療法の科学性と特質を中心に」 笠原嘉ほか編 『現代精神医学大系 5A 精神科治療学 1 』中山書店 1978
- 「青年のカウンセリング」 清水将之編 『青年期の精神科臨床』金剛出版 1981
- 「退行しながらの自己確立-或るサークルのこと」 笠原嘉ほか編『キャンパスの症候群-現代学生の不安と葛藤』弘文堂 1981
- 「罪意識と内観療法」『季刊 精神療法』第8巻1号 1982
- 「思春期の諸相」 河合隼雄ほか編 『精神の科学 6. ライフサイクル』岩波書店 1983
- 「青年の心理と対人恐怖」 『青年心理』第41号 1983
- 「青年期におけるアイデンティティの形成」 『パッケージ性格の心理 1. 性格の発達と形成』ブレーン出版 1985
- 「精神分析からフォーカシングへの道」 『季刊 精神療法』 第11巻 3号 1985
- 「臨床心理学にとって基礎学とは何か」 『心理臨床学研究』第5巻2号 1988
- 「成人期の悩み」 『教育と医学』 第36巻5号 1988
- 「心の発達」 河合隼雄ほか編 『講座転換期における人間 3. 心とは』岩波書店 1989
- 「内観療法」『異常心理学講座・第9巻』みすず書房 1989
- 「臨床心理学の基礎」『臨床心理学大系 1. 臨床心理学の科学的基礎』金子書房 1991
- 「S C T」 『臨床心理学大系 6. 人格の理解 (2)』金子書房 1992
- 「心理療法と価値：序論」『内観研究』第1巻1号 1995